# كريستوف لايتغب
كريستوف ليتغيب (بالألمانية: Christoph Leitgeb)‏ ، من مواليد 14 ابريل 1985 في غراز في النمسا ، لاعب كرة قدم نمساوي.
يلعب مع نادي ريد بل سالزبورغ منذ عام 2007.
بدأ باللعب مع منتخب النمسا لكرة القدم في عام 2006.

## روابط خارجية
- كريستوف لايتغب على موقع الاتحاد الأوربي (الإنجليزية)
- كريستوف لايتغب على موقع قاعدة بيانات كرة القدم.إي يو (الإنجليزية)
- كريستوف لايتغب على موقع ناشيونال فوتبول تيمز (الإنجليزية)
- كريستوف لايتغب على موقع Soccerway.com (الإنجليزية)
- كريستوف لايتغب على موقع عالم كرة القدم.نت (الإنجليزية)
- كريستوف لايتغب على موقع كووورة
- كريستوف لايتغب على موقع AS.com (الإسبانية)